# Bandeira de Belgorod (cidade)

Bandeira de Belgorod (cidade)

A bandeira de Belgorod é um dos símbolos oficiais (juntamente com o brasão de armas) da cidade de Belgorod na região de Belgorod da Federação Russa. A bandeira é um símbolo de unidade e cooperação dos habitantes da cidade.
A actual bandeira foi aprovada a 22 de Julho de 1999 por decisão do Conselho Municipal de Belgorod № 321 e foi incluída no Registo Heráldico Estatal da Federação Russa com a atribuição do número de registo 978 em 2002.

## Descrição
A bandeira da cidade de Belgorod (lona azul com uma faixa branca na parte inferior) mostra um leão amarelo de pé nas patas traseiras, com uma águia branca a subir sobre ela. O simbolismo da cidade tem mais de 300 anos e remonta ao reinado de Pedro o Grande. O czar russo deu o brasão aos cidadãos de Belgorod para comemorar a vitória sobre os suecos na Batalha de Poltava (1709). Em 1712 este emblema foi exibido numa bandeira do regimento de Belgorod que tinha derrotado o inimigo, e em 1727 tornou-se um símbolo de uma província recentemente fundada.